# Brycon acuminatus
Brycon acuminatus е вид лъчеперка от семейство Bryconidae.

## Разпространение
Видът е разпространен в Бразилия.

## Описание
На дължина достигат до 36,9 cm.